# Chirita grandibracteata
Chirita grandibracteata är en tvåhjärtbladig växtart som beskrevs av J.M. Li och Mich. Möller. Chirita grandibracteata ingår i släktet Chirita och familjen Gesneriaceae. Inga underarter finns listade i Catalogue of Life.